# Cyphostemma
Cyphostemma (Planch.) Alston – rodzaj roślin należący do rodziny winoroślowatych (Vitaceae Juss.). Obejmuje co najmniej 253 gatunki występujące naturalnie w Afryce.

## Systematyka
Pozycja według Angiosperm Phylogeny Website (2001...)
Rodzaj należy do rodziny winoroślowatych (Vitaceae Juss.), która jest jedyną rodziną w obrębie monotypowego rzędu winoroślowców (Vitales Reveal).
Pozycja w systemie Reveala (1994-1999)
Gromada okrytonasienne (Magnoliophyta Cronquist), podgromada Magnoliophytina Frohne & U. Jensen ex Reveal, klasa Rosopsida Batsch, podklasa różowe (Rosidae Takht.), nadrząd Vitanae Takht. ex Reveal, rząd winoroślowce (Vitales Reveal), rodzina winoroślowate Vitaceae Juss.
Wykaz gatunków